# HMS Lark (1762)
HMS Lark (1762) — 32-пушечный фрегат 5 ранга Королевского флота. Шестой корабль Его величества, названный Lark (жаворонок).

## Постройка
Согласно практике Военно-морского комитета создавать конкурирующие проекты от двух сюрвейеров, тип Richmond (одобрен 12 марта 1756) строился по чертежам Уильяма Бейтли параллельно типу Southampton, у частных подрядчиков. Корабли получились быстрее своих конкурентов и гораздо острее на курсе, а верхнюю палубу не заливало даже при высокой волне.
Lark возглавил вторую группу, заказанную в 1761−1762 годах с некоторыми изменениями. В основном они касались увеличения размеров. Lark и HMS Boston были незначительно больше (680 тонн против 667) за счет увеличения глубины трюма, но HMS Jason заметно отличался от исходного проекта.
Заказан 23 марта 1761 года. Контракт на постройку выдан верфи 15 апреля 1761 года, со сроком 12 месяцев. Заложен 5 мая 1761 года, на частной верфи Elias Bird в Ротерхайт. Название присвоено 5 ноября 1761 года. Спущен на воду в 10 мая 1762 года. Достроен на королевской верфи в Дептфорде 9 июля 1762 года.

## Служба
Участвовал в Семилетней войне.
1762 — вступил в строй в мае, капитан Томас Ширли (англ. Thomas Shirley); 14 декабря совместно с HMS Juno взял французский корсар L'Heureux; 14 сентября совместно с HMS Venus взял 18-пушечный приватир Galgo из Бильбао.
1763 — совместно с HMS Venus взял 14-пушечный корсар Duc de Penthievre из Байонны; март, выведен в резерв и рассчитан; возвращен в строй в том же месяце, капитан Самуэль Томпсон (англ. Samuel Thompson); 21 мая ушёл на Ньюфаундленд; в охране Ньюфаундленской рыбной банки по 1765 год.
1764 — 2 апреля Lark встал к стенке в Портсмуте; 15 апреля были приняты дополнительные грузы для гидрографов, направленных исследовать берега и гавани Ньюфаундленда; капитан Томпсон подал жалобу на то, что его мастер, мистер Апхэм (англ. Upham), не вернулся из увольнения на берег, когда его присутствие требуется для подготовки к заморской службе, а теперь выяснилось, что тот получил назначение на яхту; 5 мая корабль покинул Портсмут.
1766 — капитан Томпсон переведен на HMS Triumph; 17 февраля одновременно с произведением полным капитаном назначен Чарльз Бакнер (англ. Charles Buckner); флагман вице-адмирала Томаса Пая, Подветренные острова.
1767 — капитан Джон Фолкингем (англ. John Falkingham), по-прежнему Подветренные острова.; капитан Фолкингем, переведенный с HMS Chatham, имел неосторожность упасть в килевательную траншею, получил разрыв органов, отчего впоследствии умер на борту Jason.
1769 — 17 октября обследован; ноябрь, выведен в резерв и рассчитан; капитальный ремонт в Вулвиче по май 1773 года.
Участвовал в Американской революционной войне.
1776 — февраль-май, оснащение в Чатеме по март 1776 года; возвращен в строй в феврале, капитан Ричард Смит (англ. Richard Smith); 24 июля ушёл в Северную Америку.
1777 — было решено фрегаты типа Richmond II группы понизить до 26-пушечных 6 ранга «…для службы в своих водах, сократив пушки до 26 и уменьшив рангоут до размеров 28-пушечного фрегата», но специальным разрешением Военно-морского комитета от 22 сентября число пушек сделали 28; служивший за океаном Lark под переделку не попал.
1778 — был при Ньюпорте; 5 августа в заливе Наррагансет вместе с еще 3 фрегатами сожжен командой во избежание французского плена.